# Territorio della Val d’Adige

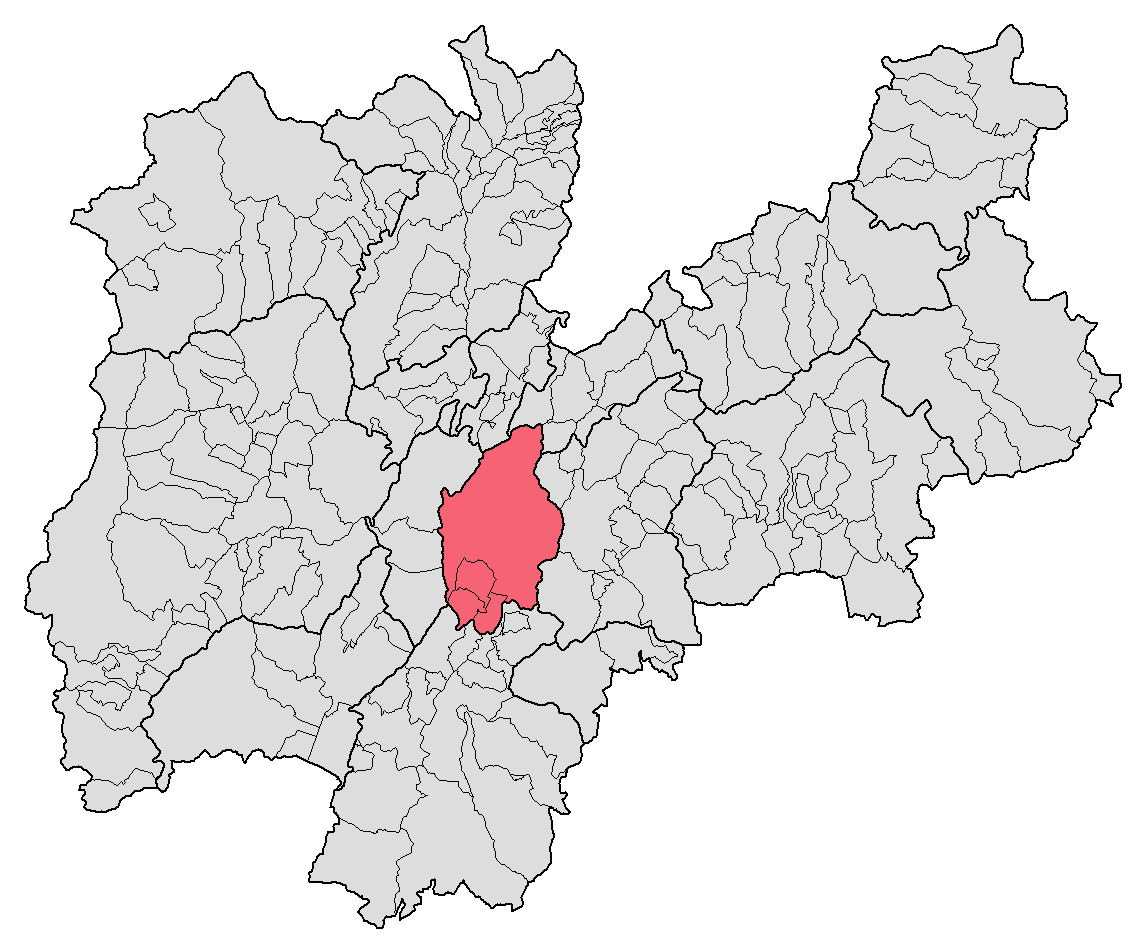
Lage des Territorio della Val d’Adige in der Autonomen Provinz Trient

Das Territorio della Val d’Adige (italienisch für Territorium des Etschtals) ist eine interkommunale Verwaltungskooperation in der Autonomen Provinz Trient. 

## Lage
Das Gebiet der Verwaltungskooperation umfasst das Stadtgebiet von Trient  und das der im Etschtal südwestlich angrenzenden Gemeinden Aldeno, Cimone und Garniga Terme zu Füßen des Monte Bondone. Es grenzt im Norden am Unterlauf des Avisio an die Talgemeinschaft Rotaliana-Königsberg, im Nordosten an die des Cembratals, im Osten an die Talgemeinschaft Obere Valsugana und Fersental, im Süden an die des Vallagarina und im Westen an die des Valle dei Laghi. Das Territorio della Val d’Adige hat eine Gesamtfläche von 189,78 km².

## Gemeinden des Territorio della Val d’Adige
Der Verwaltungskooperation gehören folgende vier Gemeinden an:
| Wappen | Gemeinde      | Bevölkerung | Höhe  | Fläche | Lage |
| ------ | ------------- | ----------- | ----- | ------ | ---- |
|        | Aldeno        | 3.278       | 212 m | 8,97   | ⊙    |
|        | Cimone        | 728         | 540 m | 9,81   | ⊙    |
|        | Garniga Terme | 408         | 850 m | 13,13  | ⊙    |
|        | Trient        | 118.504     | 194 m | 157,88 | ⊙    |

Bevölkerung (Stand 31. Dezember 2023)
Fläche in km²
In Folge der Gebietsreform von 2006 wurde die Bezirksgemeinschaft Valle dell’Adige aufgelöst. Auf dem Gebiet der ehemaligen Gebietskörperschaft entstanden die vier neuen Talgemeinschaften Cembra, Paganella, Rotaliana-Königsberg und Valle dei Laghi. Die Landeshauptstadt Trient und die ebenfalls zur Bezirksgemeinschaft Valle d’Adige gehörenden Gemeinden Aldeno, Cimone und Garniga Terme wurden keiner Talgemeinschaft zugeordnet und bildeten 2012 eine interkommunale Verwaltungskooperation. Die vorher von der Bezirksgemeinschaft ausgeübten Funktionen wurden teilweise von den vier Gemeinden übernommen, die sie in abgestimmter Form mit den anderen Gemeinden ausführen wie Schulförderung, Fürsorge und Wohlfahrt, öffentlicher und subventionierter Wohnungsbau sowie Bebauungsplanung. Im Gegensatz zu den Talgemeinschaften verfügt die Verwaltungskooperation weder über einen gemeinsamen Verwaltungssitz noch über einen eigenen Verwaltungsapparat.

## Schutzgebiete
Auf dem Gebiet der Verwaltungskooperation befinden sich acht Natura 2000 Schutzgebiete sowie fünf weitere kommunale Biotope.